# ويليام إف إل هادلي
ويليام إف إل هادلي (بالإنجليزية: William F. L. Hadley)‏ (و. 1847 – 1901 م) هو سياسي، محام من الولايات المتحدة الأمريكية ولد في كلينسفيل.

## التعليم
تعلم في جامعة ميشيغان.